# سعید طوسی
محمد گندم‌نژاد طوسی (زادهٔ ۱۳۴۹)، معروف به سعید طوسی، قاری قرآن، کارشناس شورای عالی قرآن و آموزگار کلاس‌های قرآن با تمرکز بر آموزش نوجوانان است. او همچنین از نزدیکان بیت رهبری است و در میان مؤذن‌های مصوب صدا و سیمای جمهوری اسلامی ایران قرار داشت.
طوسی متهم به «ارتکاب به ارتباطات ناسالم با نوجوانان» بوده که بنا بر گفته محسنی اژه‌ای پس از اعتراض، در مورد «مسئلهٔ خلاف عفت» منع تعقیب شده اما برای او قرار مجرمیت برای «تشویق به فساد» صادر شده که همچنان در جریان است. پرونده این اتهام از سال ۱۳۹۰ پس از شکایت چند نفر از قاریان جوان باز شد که در سال ۱۳۹۵ در رسانه‌ها علنی شد.

## زندگی

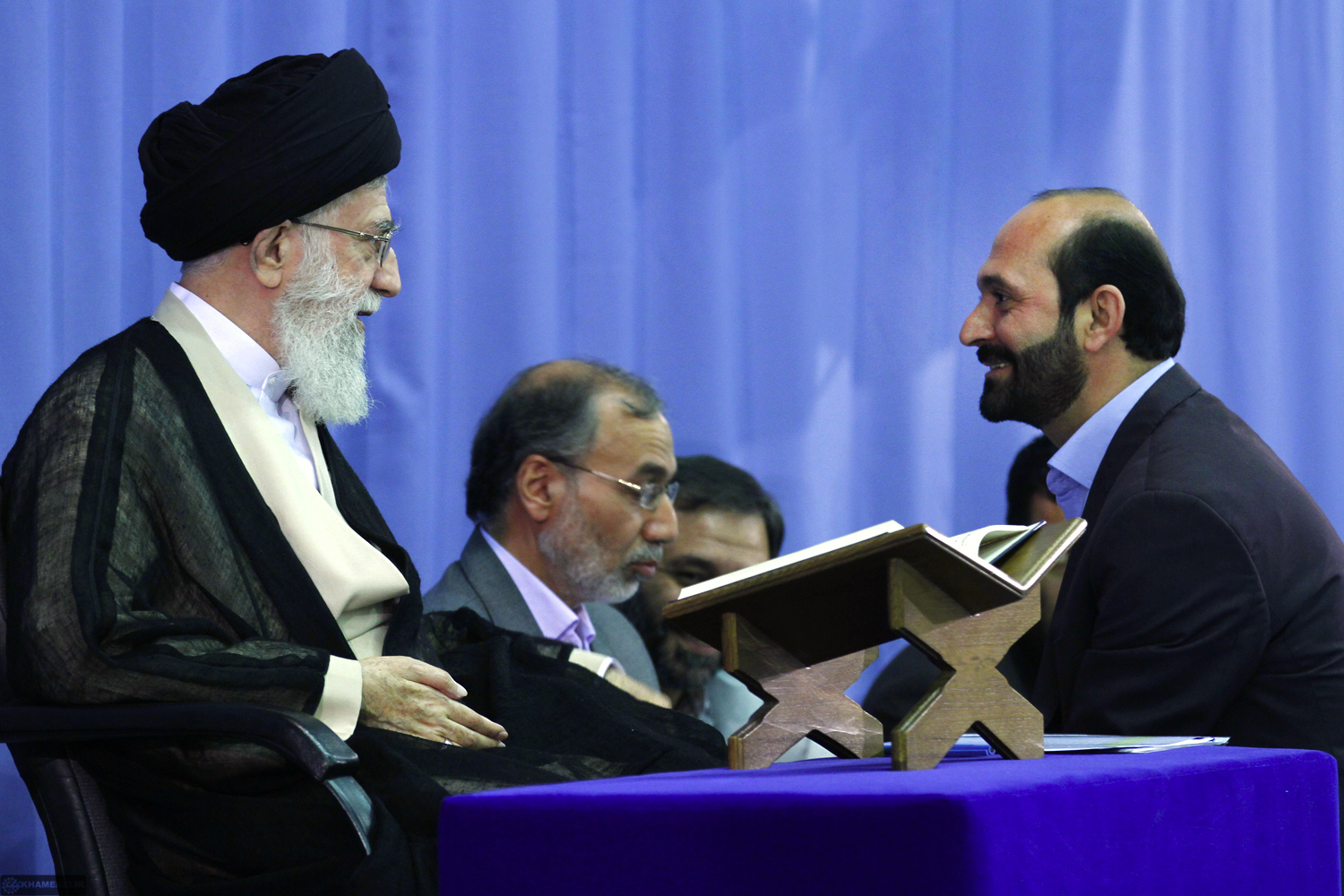
سعید طوسی، سید علی مقدم و سید علی خامنه‌ای در محفل انس با قرآن ۳۱ تیر ۱۳۹۱

از ۵ سالگی آموزش قرآن را به روش هجایی شروع کرد و در مکتب‌خانه این روش را در یک سال فراگرفته و فعالیت‌های قرآنی را آغاز کرده‌است.
وی از سال ۷۰ بعد از اینکه دوران خدمت سربازی را به پایان رساند، به‌صورت جدی قرائت و شرکت در مسابقات را شروع کرد. وی تلاوت قرآن را زیر نظر اساتیدی چون احمد هروی و میرزا علی رحیمی آموخت.
طوسی در گفتن اذان هم مهارت ویژه دارد، و دو اذان که توسط او اجرا شده اجازه پخش در صدا و سیما گرفته‌است. وی یکی از این اذان‌ها را به‌صورت ابداعی اجرا کرده‌است. اذان دیگرش تقلیدی از مؤذن مدینه است. وی همچنین در مساجد تهران و کوی دانشگاه جلسات آموزش تخصصی قرآن داشت.
وی تا زمانی که در مشهد بود در مغازه خود آرایشگری می‌کرد. طوسی در مصاحبه‌ای در سال ۱۳۹۲ گفت که پنج سال است با اداره کل نغمات آئینی صدا و سیما و رادیو نوا همکاری دارد.
طوسی چندبار در جلسات محفل انس با قرآن با حضور خامنه‌ای به عنوان قاری شرکت کرده‌است. وی ادعا می‌کند که از سال ۷۱ حداقل سالی یک بار خامنه‌ای را ملاقات می‌کرده و پس از فعالیت در شورای عالی قرآن این زمان به هر دو یا سه ماه یک بار افزایش یافت. وی رهنمودهای خامنه‌ای را کارگشا و آموزنده می‌داند.
او داوری مسابقات اروپایی قرآن کریم در مرکز اسلامی هامبورگ را در سال ۱۳۹۴ بر عهده داشت.
سعید طوسی در مراسم مختلفی چون افتتاحیه مجلس دهم، مراسم احیای شب‌های قدر در مصلای تهران، و دیدار قاریان با رهبر ایران در روز اول ماه رمضان، نیز به قرائت قرآن پرداخته‌است. در مستند تلویزیونی «رهروان نور» در شبکه قرآن و معارف سیما به زندگی سعید طوسی پرداخته شده بود.
در خصوص آشنایی خامنه‌ای با سعید طوسی، سید مرتضی سادات فاطمی چنین گفته‌است که: «قبل از انقلاب، در یکی از شب‌های ماه مبارک رمضان، جلسه‌ای قرآنی با حضور حضرت آیت‌الله خامنه‌ای برگزار بود و جمع کثیری از مردم برای ملاقات آقا حضور پیدا کرده بودند. آقای سعید طوسی که در آن زمان پسربچه‌ای بود، آیاتی از قرآن را تلاوت کرد. پس از تلاوت، آقا ایشان را صدا زدند و به روی دست، پسربچه را بلند کردند و رو به جمعیت فرمودند: این پسربچه را ببینید که چقدر خوب قرآن می‌خواند! از این فرزند یاد بگیرید و بروید قرآن را فرا گیرید. بعد مبلغی به‌عنوان هدیه به آقای طوسی دادند.»

## پرونده قضایی
| شاکی  | اتهام           | دادگاه           | وضعیت        |
| ----- | --------------- | ---------------- | ------------ |
| ۱ نفر | فاعلیت لواط     | بدوی و تجدید نظر | تبرئه        |
| گروه  | فاعلیت لواط     | بدوی             | تبرئه        |
| گروه  | تشکیل خانه فساد | بدوی             | تبرئه        |
| گروه  | دعوت به فحشا    | بدوی             | ۴ سال زندان  |
| گروه  | دعوت به فحشا    | تجدید نظر        | در حال بررسی |

در گزارشی که در مهر ۱۳۹۵ از بخش فارسی صدای آمریکا در برنامهٔ صفحهٔ آخر پخش شد؛ وی متهم به رابطه جنسی (تجاوز) با ۱۰ تا ۱۹ پسر نوجوانی شده‌است که نزد او قرائت می‌آموخته‌اند. این جوانان طوسی را متهم کردند که او آنان را آزار جنسی داده‌است.
از چهار شاکی، دو تن در گفتگو با شبکه بی‌بی‌سی فارسی شواهد را کافی دانسته و به دو توبه‌نامه یکی به دستخط طوسی و دیگری به خط شخصی دیگر، هر دو با امضای سعید طوسی و ۹ حلقه لوح فشرده مشتمل بر اعتراف و ندامت طوسی اشاره کردند. یکی از شاکیان، جزئیات رفتارهای طوسی با خود را نیز شرح داد و زمان ارائه شکایت به قوه قضائیه را ۵ تا ۶ سال پیش، زمانی که شاکی ۱۲ یا ۱۳ ساله بوده‌است، عنوان کرد. همچنین به تعداد زیاد کسانی که درگیر این مسئله بوده‌اند نیز اشاره کرد. هر دو شاکی علت رسانه‌ای کردن این شکایت را «عدم رسیدگی درست» پس از سپری شدن ۵ سال از شکایت ایشان، و دخالت‌های برخی مقامات مسوول از جمله سیدعلی مقدم برای مختومه کردن پرونده عنوان کردند.
محمود صادقی ۱۲ آبان ۱۳۹۶ با اشاره به استعفای وزیر دفاع بریتانیا پس از اتهام آزار جنسی و اشاره غیرمستقیم به طوسی نامه‌های رئیس کمیسیون قضایی و اصل ۹۰ مجلس به قوه قضائیه دربارهٔ پرونده طوسی که پس از پیگیری‌های وی به آن قوه فرستاده شده بودند را در توئیتر خود منتشر کرد و نوشت «اینجا پرونده مربی صوت و لحن را پس از صدور حکم بدوی از دادگاه تجدیدنظر می‌گیرند». در یکی از نامه‌ها الهیار ملکشاهی، رئیس کمیسیون قضایی و حقوقی مجلس به رئیس کل دادگستری تهران از بلاتکلیفی بلند مدت و «حسب اظهار دادرسی بلاجهت متوقف شده» گفته‌است و دیگری داوود محمدی، رئیس کمیسیون اصل ۹۰ خطاب به صادق لاریجانی از این گفته که پس از محکومیت طوسی در شعبه ۱۰۵۷ دادگاه کارکنان دولت به ۴ سال حبس، «پرونده برای بررسی مجدد به شعبه ۵۶ دادگاه تجدیدنظر تهران ارجاع و نامه مورخ ۱۶ شهریور ۱۳۹۵ ریاست شعبه مزبور دلالت دارد که پرونده کلاسه ۹۴۰۶۲۰ توسط ریاست محترم دادگستری استان تهران از شعبه گرفته شده و تاکنون عودت داده نشده‌است.» و «با توجه به اینکه پرونده مذکور بر اثر جنجال رسانه‌ای در معرض افکار عمومی بوده و سرعت در رسیدگی و در حدود مقررات و قوانین و نهایتاً اجرای عدالت بازتاب و آثار مثبتی در جامعه خواهد داشت، دستور فرمایید به نحو مقتضی نسبت به تعیین تکلیف هرچه سریع‌تر این پرونده اقدامات شایسته و قانونی معمول گردد.»

### انتشار مدارک و فایل‌های صوتی
در خرداد سال ۱۳۹۵، اسنادی راجع به اتهام آزار جنسی علیه سعید طوسی منتشر شد. همزمان با انتشار خبر این پرونده از بخش فارسی صدای آمریکا، اسنادی که ادعا می‌شود مدارک و فایل‌های صوتی این پرونده است، از جمله تصویر توبه‌نامه‌هایی که به امضای سعید طوسی بودند و شاکیان در مصاحبه با بی‌بی‌سی به آن‌ها اشاره کردند در برخی وبگاه‌ها منتشر شدند. در تصاویر این مدارک نامه‌های دادگاه تجدیدنظر نیز موجود هستند.
همچنین چند مورد از این مدارک و توبه‌نامه‌ها که توسط یکی از شاکیان در اختیار رادیو فردا قرار گرفته بود در تاریخ ۷ آبان ۱۳۹۵ منتشر شد رادیو فردا اضافه کرده‌است که «تأیید یا رد اصالت این مدارک برای رادیو فردا ممکن نیست.» خبرگزاری فارس دوشنبه ۱۰ آبان ۱۳۹۵ گزارش داد که یکی از شاکیان پرونده با انتشار یک نامه و فایل صوتی، از انتشار صدایش در شبکه ضدانقلاب ابراز ندامت کرده و آن را غفلتی ناآگاهانه از مصاحبه با شخصی «به ظاهر ایرانی که خود را مدافع حقوق نوجوانان معرفی کرده بود» اما خبرنگار بوده‌است خوانده و هدف رسانه‌های معاند را از انتشار مدارک «ضربه زدن به نظام و رهبری و قرآن» دانسته‌است.
به نقل از وبگاه کلمه ۲۱ آبان ۱۳۹۶ پدر یکی از شاکیان گفت که همچنان برای پیگیری پرونده هر سه روز یکبار از شهرستان به تهران مراجعه می‌کند.

### تأیید اصالت اسناد
محمود صادقی، نماینده مجلس شورای اسلامی که پس از افشای این پرونده پیگیر آن بود، در تاریخ ۱۳ بهمن ۱۳۹۶ کلیه اسناد و مدارک این پرونده را در حساب توئیتر خود منتشر کرد و بدین ترتیب اصالت اسنادی که یکسال پیش درز کرده بود، توسط یک مقام رسمی مورد تأیید قرار گرفت.

### پاسخ طوسی
۲۹ مهر ۱۳۹۵ سعید طوسی بیانیه‌ای مبنی بر رد کردن این اتهامات را منتشر کرد و هدف از طرح این اتهامات را «حمله به رهبر ایران» عنوان کرد. او در این بیانیه به‌طور سربسته به برنامهٔ صفحهٔ آخر اشاره کرد و گفت شرمسار است که «قرعهٔ آنان به نام من افتاد» و سرافراز است که او را قاری محبوب علی خامنه‌ای خواندند؛ و اتهامات را ساخته و پرداختهٔ رسانه‌های یهودی و «توطئهٔ مسموم یهود» دانست.
او «مستندات و اظهارات» طرح شده در پایگاه‌های اینترنتی و کانالهای تلویزیونی خارج از ایران را «سراسر کذب و جعلی» دانست. او ضمن تهدید به شکایت از رسانه‌ها و اشخاص طرح‌کننده این اتهام‌ها اظهار داشت که «دشمنان» جمهوری اسلامی او را «واسطه هتاکی» به علی خامنه‌ای قرار داده‌اند.
سعید طوسی در گفتگو با مهدی فلاحتی در برنامه «صفحه آخر» توضیح داد که افشاگری انجام شده در مورد او باعث شده تا در زندگی روزمره خود هم دچار مشکل شود و گفت: «از قدیم گفته‌اند یک طرفه به قاضی نروید.»

### واکنش‌ها
پس از انتشار تکذیب‌نامهٔ سعید طوسی در خصوص ادعای اتهام تجاوز جنسی، برخی از منابع خبری، وجود حداقل سه شاکی در این پرونده را تأیید نمودند و اعلام کردند که شاکیان «ضمن برائت از رسانه‌های بیگانه» خواستار رسیدگی به پرونده توسط ریاست قوهٔ قضاییه شدند.
محمد رضا حشمتی معاون قرآن و عترت وزارت فرهنگ و ارشاد اسلامی در یادداشتی از شاکیان پرونده خواست که با صبوری و متانت در احقاق حق تلاش نمایند. او انتشار این خبر را مصداق اشاعه فحشاء دانست اما از ریاست قوه قضائیه خواست رسیدگی به این پرونده در اولویت قرار گرفته و در صورت تخلف از سوی هر کسی، به ویژه افرادی که انتظار می‌رود تربیت قرآنی شده باشند، حکم صادر و اجرایی شود. حشمتی خطای افرادی چون روحانیون و قاریان قرآن را باعث تضعیف «ناخودآگاه باورهای دینی مردم» دانست.
عباس سلیمی، پیشکسوت قرآنی و سیدمحسن موسوی‌بلده استاد قرآن نیز در پیام و گفتگویی که در وبگاه ایکنا آمده‌است، به این موضوع واکنش نشان داده و گفته‌اند: «[این] پروژه‌ای است که اکنون توسط دشمنان در رسانه‌ها و کانال‌های متعدد در شبکه‌های اجتماعی در حال صورت گرفتن است و گویی برخی به دنبال تمام تسویه‌حساب‌های خود با مجموعه اسلام و قرآن و انقلاب هستند!».
محسنی اژه‌ای سخنگوی قوهٔ قضائیه با تأیید وجود سه یا چهار شاکی دربارهٔ پرونده سعید طوسی گفت: در مورد «مسئلهٔ خلاف عفت» قرار منع تعقیب صادر شده و در مورد «تشویق به فساد» دادگاه قرار به منع تعقیب را نپذیرفت و «قرار مجرمیت» صادر شد بر همان اساس پرونده در حال رسیدگی است. اژه‌ای اعلام کرده که شواهد کافی برای بررسی اتهام وجود ندارد. وی افزود انتشار هر گونه اتهام پیش از صدور حکم «جرم و قابل تعقیب» است. صادق لاریجانی، رئیس قوه قضائیه ایران هم، بدون نام بردن از سعید طوسی، به این پرونده واکنش نشان داد و گفت که او دستور «مختومه» شدن پرونده را نداده‌است.
خانواده یکی از شاکیان پرونده با ارسال نامه‌ای به رئیس قوه قضائیه خواستار پیگیری مجدانه این پرونده شده‌اند. در این نامه آمده‌است: «ضمن اعلام برائت از اقدامات اخیر شبکه‌های معاند خصوصاً بوق فرسوده صدای شیطان بزرگ که در عداوت بالذات آنها با قرآن تردیدی نیست؛ و نیز ضمن محکومیت هرگونه تحاکم الی الطاغوت و دادخواهی از اجانب که مع‌الاسف از سوی چند تن از شاکیان (که احتمالاً به‌علت اطاله صورت گرفته در روند رسیدگی قضایی) سر زده‌است، ذکر چند نکته را لازم می‌دانیم.»
روزنامه جمهوری اسلامی نیز در سرمقاله ۸ آبان خود به قلم سردبیر، رسیدگی قضایی به پرونده سعید طوسی که به «تشویق نوجوانان به فساد» متهم شده‌است را ضروری و این کار را باعث تقویت نظام دانست.
علی مطهری نایب رئیس مجلس ایران، ضمن انتقاد از روند رسیدگی به پرونده طوسی بیان کرد: «روند پیگیری این پرونده به کندی پیش می‌رود و به نظر قصوری رخ داده که این پرونده ۵ سال معطل مانده‌است.» او مصلحت‌سنجی مقامات قضایی را با عدالت اسلامی ناسازگار دانست و گفت که: «طولانی شدن زمان رسیدگی به این پرونده طبیعی به نظر نمی‌رسد. همین طولانی شدن باعث شده که برخی شاکیان به رسانه‌های بیگانه پناه ببرند و بعد متهم به معاونت در جرم شوند». رسیدگی نکردن به این پرونده خلاف عدالت اسلامی و علوی است.
روزنامه گاردین نیز در مقاله‌ای به این موضوع پرداخته و اتهام سوءاستفاده جنسی علیه قاری سرشناس را تکان دهنده خوانده‌است.
حسین الله کرم، رئیس شورای هماهنگی حزب‌الله خطاب به قوه قضائیه دو خواسته را مطرح کرده‌است: نخست «اگر فردی در دفتر رهبری با سوءاستفاده از دفتر به حمایت از طوسی برخواسته یا در ایام محاکمه او را در مجالسی با حضور رهبری یا در افتتاحیه مجلس کنونی شرکت داده به اتهام وهن دفتر رهبری محاکمه گردد» و دوم محاکمه «شورای عالی قرآن یا هر دستگاهی ازجمله صدا و سیما و مجلس کنونی» در صورت اطلاع آن‌ها «از پرونده اتهام طوسی» و «اقدام به حمایت از وی» به اتهام «وهن مکتب اسلام و قرآن» است.

### جرم اعلام کردن انتشار خبر اتهام
پس از علنی شدن اتهام تجاوز جنسی علیه سعید طوسی، شخصیت‌های مختلف، انتشار خبر را مصداق جرم معرفی کردند. محمد رضا حشمتی معاون قرآن و عترت وزارت فرهنگ و ارشاد اسلامی انتشار این خبر را مصداق اشاعه فحشاء دانست. محسنی اژه‌ای سخنگوی قوهٔ قضائیه، در خصوص پروندهٔ سعید طوسی، هر گونه اتهام پیش از صدور حکم را «جرم و قابل تعقیب» دانست. صادق لاریجانی رئیس قوه قضائیه ایران در ارتباط با این پرونده، بدون نام بردن از سعید طوسی گفت: کسانی که از داخل کشور به رسانه‌های معاند کمک می‌کنند باید به عنوان معاونت در جرم تحت تعقیب قرار بگیرند. محمود صادقی نماینده مجلس شورای اسلامی در ۲۶ ژانویه ۲۰۱۸ (۶ بهمن ۱۳۹۶) اعلام کرد دادگاه طوسی را تبرئه کرده‌است.

### تبرئه
محمود صادقی، نماینده تهران در مجلس شورای اسلامی، روز جمعه ششم بهمن ماه ۱۳۹۶ در حساب توئیتری خود از تبرئه مربی «صوت و لحن قرآن» که متهم به تجاوز جنسی است خبر داد. او نوشت: «شعبه ۵۶ دادگاه تجدیدنظر تهران، بدون امضای رئیس دادگاه، با رأی دو مستشار از شعبه دیگر، حکم صادره علیه مربی صوت و لحن مبنی بر ۴ سال حبس را نقض و او را تبرئه کرد.» آقای صادقی با تأکید بر این که «اسناد پرونده، حاکی از اعمال نفوذ آشکار در فرایند دادرسی است» نوشته‌است: «حدود ۲ سال بود که مدیرکل دادگستری پرونده را از دادگاه گرفته بود.» آبان ماه ۱۳۹۶، محمود صادقی مکاتبات دو کمیسیون مجلس با مقام‌های قضایی را منتشر کرد. این مکاتبات حاکی از «بلاتکلیفی» در پرونده سعید طوسی و دخالت رئیس دادگستری تهران در روند رسیدگی به این پرونده بود. سعید طوسی در مصاحبه با بی‌بی‌سی فارسی خبر تبرئه خود را تأیید کرد و گفت ادعاها دربارهٔ اعمال نفوذ مقام‌های دفتر رهبر در این پرونده صحت ندارد.
این درحالیست که مطابق حکم دادگاه بدوی، طوسی در جریان رسیدگی به پرونده به «ارتباطات ناسالم با قاریان نوجوان» اقرار کرده بود.

## مفتوح شدن پرونده قضایی در ترکیه
پس از تبرئه طوسی در دستگاه قضایی ایران و انتشار تصاویری از حضور وی در مراسمی در ازمیر، در خرداد ۱۳۹۷ پرونده جدیدی با شکایت یکی از شاکیان در دستگاه قضایی ترکیه باز شد. پدر یکی از شاکیان (که گفته شد در سفری در ترکیه هم مورد آزار قرار گرفته) در مصاحبه با روزنامه شرق گفت که با مراجعه به وزارت خارجه مراحل اداری ثبت شکایت از سعید طوسی در دادگاه‌های ترکیه را پیش برده و برای دادرسی ۲۰ دلار هزینه پرداخت کرده تا کنسولگری ترکیه نامه او را تأیید کند. او همچنین گفت «اگر بخواهیم در ترکیه وکیل بگیریم و مسئله را دنبال کنیم، هزینه‌های بیشتری خواهد داشت؛ اما اگر شده زندگی‌ام را بفروشم، دنبال احقاق حقوق فرزندم خواهم رفت. این بچه‌ها آسیب دیده‌اند. حق‌شان نبود».

## اثرات بر جامعه
حسین الله کرم، رئیس شورای هماهنگی حزب‌الله در ۲ آذر ۱۳۹۵ گفت که در پی انتشار خبر پرونده طوسی «کلاس‌های قرآن در محله‌ها و مساجد با کاهش حضور نوجوانان روبروست و خانواده‌ها از حضور فرزندانشان در این کلاس‌ها ممانعت می‌کنند».

سیدمحسن موسوی بلده، از سابقه‌داران جامعه قرآنی ایران در اسفند ۱۳۹۷، گفت: 
«ضربه‌ای که ماجرای آن قاری زد، شلیک نهایی به جلسات قرآن بود. این ماجرا یک فتنهٔ بزرگ بود. آن فرد بیمار بود و از این افراد در هر جامعه ای وجود دارد. در بین قشرها و گروه‌های دیگر هم بوده‌اند و بعضاً دادگاه و محکومیت نیز داشته‌اند. مگر ما قاری قرآن کم داریم؟ حالا یک نفر نباشد؛ ولی در این مورد چه کسانی ماجرا را به این‌جا کشاندند؟ چه کسانی دخالت کردند؟ امروز هم رسماً انکار می‌کنند. امروز نام این فرد از حالت یک اسم خارج شده و به یک اصطلاح خاص تبدیل شده‌است. در سالی که مسئلهٔ این آقا آشکار شد و در شبکه‌های مجازی منتشر شد، آمار ثبت نام ۳۰۰ نفری مؤسسهٔ ما به ۷۰ نفر رسید. مردم دیگر بچه‌های خود را برای یادگرفتن قرآن نمی‌فرستند. این هم یکی دیگر از عوامل رکود جلسات قرآنی بود.»

## افتخارات
او در مسابقات قرائت قرآن مقام‌های زیر را به دست آورده‌است:
- ۱۳۷۲: نفر سوم مسابقات سازمان اوقاف و امور خیریه[۲][۱۴][۱۵]
- ۱۳۷۲: نفر اول مسابقات بین‌المللی سوریه[۲][۱۴]
- ۱۳۷۳: نفر ششم مسابقات بین‌المللی عربستان سعودی[۱۴][۱۵]
- ۱۳۷۴: نفر چهارم مسابقات بین‌المللی مالزی[۲][۱۴][۱۵]
- ۱۳۷۷: نفر اول مسابقات بین‌المللی مالزی[۲][۱۴]
- ۱۳۷۹: نفر اول مسابقات کشوری قرائت قرآن[۲][۱۴]
- ۱۳۸۰، ۱۳۸۱: نفر اول مسابقات کشوری اذان، ابتهال و دعا[۲][۱۴]